# Pontpoint
Pontpoint is een gemeente in het Franse departement Oise (regio Hauts-de-France). De plaats maakt deel uit van het arrondissement Senlis. Pontpoint telde op 1 januari 2022 3.279 inwoners.
In de gemeente ligt de voormalige clarissenabdij Le Moncel (Saint-Jean-Baptiste du Moncel), gesticht in de 14e eeuw. De abdijgebouwen werden in 1920 en 1930 beschermd als historisch monument.

## Geografie
De oppervlakte van Pontpoint bedroeg op 1 januari 2022 19,11 vierkante kilometer; de bevolkingsdichtheid was toen 171,6 inwoners per km².

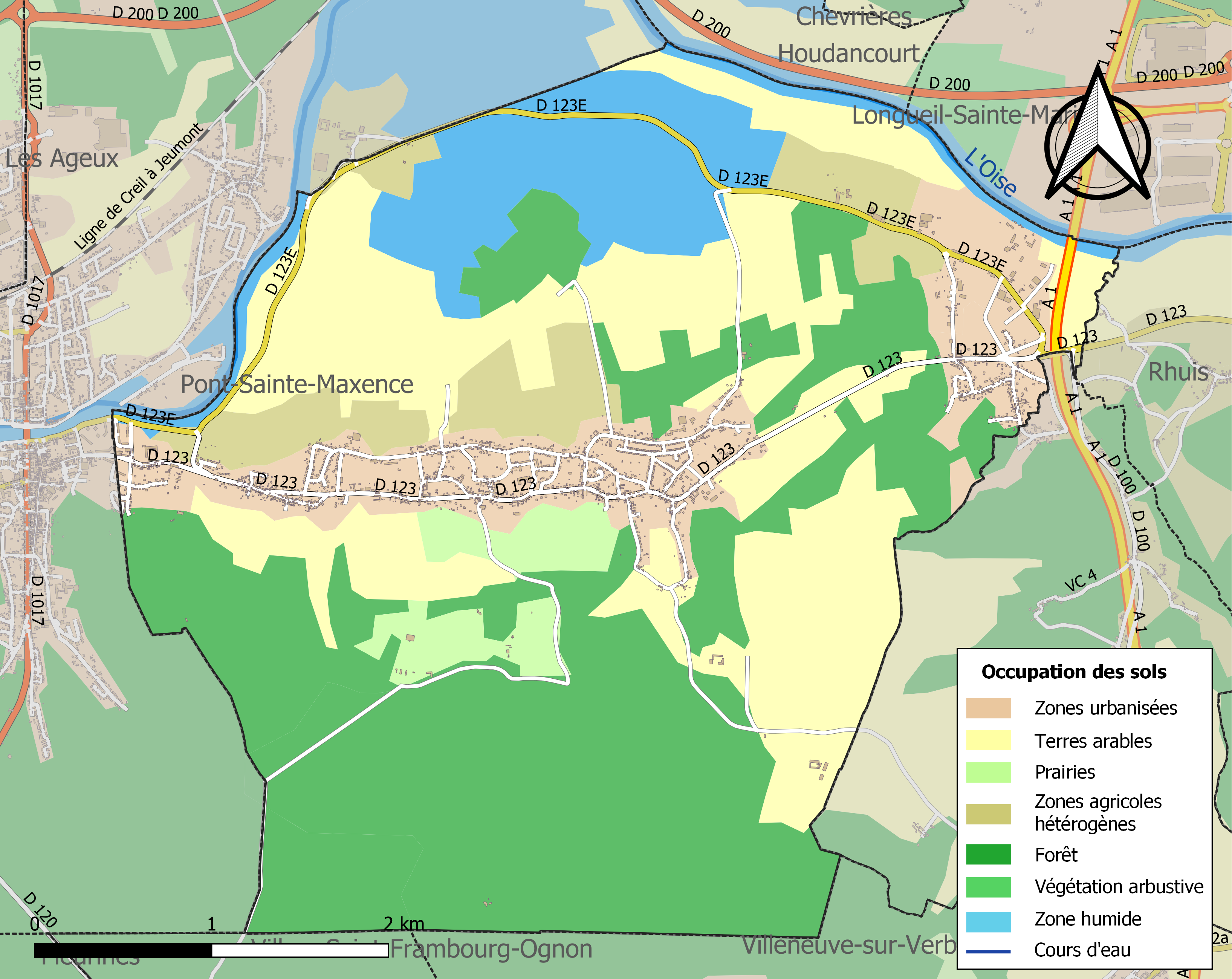
Kaart van de gemeente met belangrijkste infrastructuur, bodemgebruik en omliggende gemeenten

## Demografie
Onderstaande figuur toont het verloop van het inwonertal (bron: INSEE-tellingen).